# Kai-Uwe Hemken
Kai-Uwe Hemken (* 1962) ist ein deutscher Kunstwissenschaftler und Hochschullehrer an der Kunsthochschule Kassel.

## Leben und Werk
Hemken studierte Kunstgeschichte, Philosophie und Literaturwissenschaft an den Universitäten Marburg und München. 1994 wurde er mit einer Arbeit über die Raumgestaltungen von El Lissitzky promoviert und 2004 mit einer Arbeit zur Gedächtnis-Kunst der Gegenwart seit 1960 (Gerhard Richter, Jochen Gerz, Hanne Darboven) habilitiert. Hemken arbeitete an der Lissitzky-Retrospektive im Sprengel Museum Hannover und in der Staatlichen Galerie Moritzburg in Halle mit. Seit 2005 lehrt er als Professor für Kunstwissenschaft (20. Jahrhundert) an der Kunsthochschule Kassel. Dort leitet er den Studiengang Kunstwissenschaft.

## Schriften
- El Lissitzky. Revolution und Avantgarde. DuMont Buchverlag, Köln 1990, ISBN 3-7701-2613-0.
- Gerhard Richter. 18. Oktober 1977. Insel, Frankfurt am Main 1998, ISBN 3-458-33937-X.
- (Hrsg. mit Matthias Bruhn): Modernisierung des Sehens. Sehweisen zwischen Künsten und Medien. transcript, Bielefeld  2008, ISBN 978-3-89942-912-1.
- (Hrsg.): Kritische Szenografie. Die Kunstausstellung im 21. Jahrhundert. transcript, Bielefeld  2015, ISBN 978-3-8376-2569-1.